# 查干淖日 (巴彦库仁镇)
查干淖日，又名加王湖，是位于中国内蒙古自治区呼伦贝尔市陈巴尔虎旗巴彦库仁镇西部的一个湖泊。其位置约在东经119°16′，北纬49°18′。湖面海拔600米，面积达4平方公里。该湖的主要沉积物是芒硝。查干淖日在蒙古语中的意思是白色的湖。